# بارك جن يونغ
بارك جين يونغ (الكورية: 박진영) (ولد بتاريخ 22 سبتمبر 1994) هو مغني وممثل وراقص كوري جنوبي. مثل في دراما«Dream High 2» كظهوره الأول مرة مع زميله جي بي كعضو في فرقة جاي جاي بروجكت. ترسم مع فرقة غوت سفن في 16 يناير 2014.

## الحياة الشخصية
التحق بمدرسة جيونغ جي الثانوية وجامعة هو وون.

## ديسكغرفي
| عام  | اسم الأغنية                                                                    | المخطط         | المبيعات (ديجيتال) | ألبوم            |
| عام  | اسم الأغنية                                                                    | غاوون للموسيقى | المبيعات (ديجيتال) | ألبوم            |
| ---- | ------------------------------------------------------------------------------ | -------------- | ------------------ | ---------------- |
| 2012 | "We are the B" (B급 인생)(with Kang So-ra, 2AM's Jeong Jinwoon and Kim Ji-soo) | 13             | - كوريا: 600,203+  | حلم السامي 2 OST |
| 2018 | "Hold Me" (이렇게)                                                             | —              | غ/م                | أفضل إدارة OST   |

## فيلموغرافيا

### أفلام
| عام  | عنوان                      | الدور       |
| ---- | -------------------------- | ----------- |
| 2016 | Sanctuary                  | جين يونغ    |
| 2017 | A Stray Goat               | جو مين سيك  |
| 2019 | Princess Aya               | الامير باري |
| TBA  | Yaksha: Ruthless Operation | جونغ داي    |
| TBA  | High Five                  |             |

### مسلسلات تلفزونية
| عام  | عنوان                   | الدور                                             | قناة البث   |
| ---- | ----------------------- | ------------------------------------------------- | ----------- |
| 2012 | احلام الشباب 2          | جونغ أوي بونغ                                     | كي بي إس 2  |
| 2013 | عندما يقع الرجل في الحب | ددول-يي                                           | إم بي سي    |
| 2015 | فارس الاحلام            | شاب                                               | يوكو تودو   |
| 2015 | هذا هو حبي              | جي إيون هو / بارك هيون سو البالغ من العمر 17 عامًا | جي تي بي سي |
| 2016 | أسطورة البحر الأزرق     | المراهق هيو جون جاي / كيم دام ريونغ               | إس بي إس    |
| 2019 | هو مستبصر نفسي          | لي أهن                                            | تي في إن    |
| 2019 | أذبني بلطف              | جانغ وو شين                                       | تي في إن    |
| 2020 | عندما يزدهر حبي         | هان جا هيون                                       | تي في إن    |
| 2021 | قاضي الشيطان            | كيم جا أون                                        | تي في إن    |
| 2021 | خلايا يومي              | ويل با بي / بوبي                                  | تي في إن    |
| 2025 | الساحرة                 | لي دونغ جين                                       | شانل ا      |
| 2025 | سول المجهولة            | لي هو سو                                          | تي في ان    |

## أعمال خيرية
في فبراير 2020، أفيد أن بارك قد تبرع بمبلغ لم يكشف عنه من المال للحيوانات البرية المتضررة من الحرائق في أستراليا. في أغسطس 2020، تبرع بمبلغ 20 مليون وون لجمعية جسر الأمل للإغاثة من الكوارث لمساعدة ضحايا الفيضانات في كوريا الجنوبية.

## جوائز والترشيحات
| السنة | الجائزة                     | الفئة                                   | العمل       | نتيجة | المرجع        |
| ----- | --------------------------- | --------------------------------------- | ----------- | ----- | ------------- |
| 2017  | جوائز بيكسانغ للفنون رقم 53 | الأكثر شعبية - ممثل (فيلم)              | عنزة ضالة   | رشح   | [ 15 ]        |
| 2017  | حفل توزيع جوائز الفيلم 12th | جائزة النجم الصاعد                      | عنزة ضالة   | رشح   | [ 16 ]        |
| 2019  | ستار هوب "نجم اليلية"       | شخصيات الذكور "الدراما الكورية المفضلة" | هو سيكومتري | فوز   | [ 17 ]        |
| 2020  | جوائز الموسيقى APAN         | جائزة Male Entertainer                  | غير متاح    | رشح   | [ 18 ] [ 19 ] |
| 2020  | جائزة فنان آسيا الخامسة     | جائزة الشعبية - ممثل                    | غير متاح    | فوز   | [ 20 ]        |
| 2020  | جائزة فنان آسيا الخامسة     | الجائزة المحتملة - ممثل                 | غير متاح    | فوز   | [ 21 ]        |

## وصلات خارجية
- بارك جن يونغ على موقع IMDb (الإنجليزية)
- بارك جن يونغ على موقع روتن توميتوز (الإنجليزية)
- بارك جن يونغ على موقع روتن توميتوز (الإنجليزية)
- بارك جن يونغ على موقع ميوزك برينز (الإنجليزية)
- بارك جن يونغ على موقع ديسكوغز (الإنجليزية)
- بارك جن يونغ على موقع قاعدة بيانات الفيلم (الإنجليزية)

- الموقع الرسمي